# 그부드웨주

그부드웨 주의 위치

그부드웨주(영어: Gbudwe State)는 남수단 남부 에콰토리아 지방에 위치한 주로 주도는 얌비오이며 면적은 44,940.5km2, 인구는 451,150명(2014년 기준)이다.
2015년에 실시된 행정 구역 개편에 따라 서에콰토리아 주에서 분리되어 신설되었다. 북쪽으로는 와우 주, 북동쪽으로는 톤즈 주, 동쪽으로는 서레이크스 주, 남동쪽으로는 마리디 주와 접하며 남쪽으로는 콩고 민주 공화국, 서쪽으로는 중앙아프리카 공화국과 국경을 접한다. 13개 군을 관할한다.